# Basmati
Basmati (hindsky बासमती, vysl. "básmatí", doslova „voňavá“), v odborných textech též Básmatí je druh dlouhozrnné rýže, pěstované na jižních svazích Himálají v Indii a Pákistánu. Rýžová pole leží hlavně v Paňdžábu a jsou zavlažována vodou z tajících ledovců. Američané se pokoušeli vypěstovat vlastní basmati [zdroj?], ale mezinárodní soud určil, že tento název mohou používat pouze místní pěstitelé [zdroj?]. Basmati proto bývá nazýváno „indické šampaňské“. Basmati se skladuje dva roky, aby se zbavila veškeré vody. Uvařená rýže je proto sypká a má jemnou oříškovou vůni, způsobenou heterocyklickým ketonem 2-acetyl-1-pyrrolinem. Rýže basmati obsahuje minimum cukru a lepku, takže je vhodná pro dietní stravu.